# Portsmouth (Marinebasis)
Die Marinebasis Portsmouth (offiziell His Majesty’s Naval Base Portsmouth) ist der größte Stützpunkt der britischen Royal Navy. Sie befindet sich im Westen der Stadt Portsmouth in Hampshire auf der Halbinsel Portsea Island. Britische Seeleute bezeichnen sowohl die Stadt als auch die Marinebasis mit dem Spitznamen Pompey. Der Ursprung des Spitznamens soll in der ursprünglich französischen Bezeichnung für Feuerwehr Pompiers liegen.

## Verwaltung
Der Naval Base Commander (NBC) ist seit März 2019 Kommodore Jeremy Bailey. Der Hafen untersteht dem King's bzw. Queen’s Harbour Master (KHM bzw. QHM), der dem Naval Base Commander, derzeit Commander Steve Hopper, unterstellt ist. Dieser ist die Aufsichtsbehörde für den Dockyard Port of Portsmouth, das den Hafen von Portsmouth und den Eastern Solent umfasst. Die KHM-Hafenkontrolle hat ihren Sitz im Gebäude des Semaphoren. Die Schiffsbewegungen werden von einem Team von Admiralitätslotsen unter der Leitung des Chief Admiralty Pilot, Nick Randall, abgewickelt.

## Geschichte

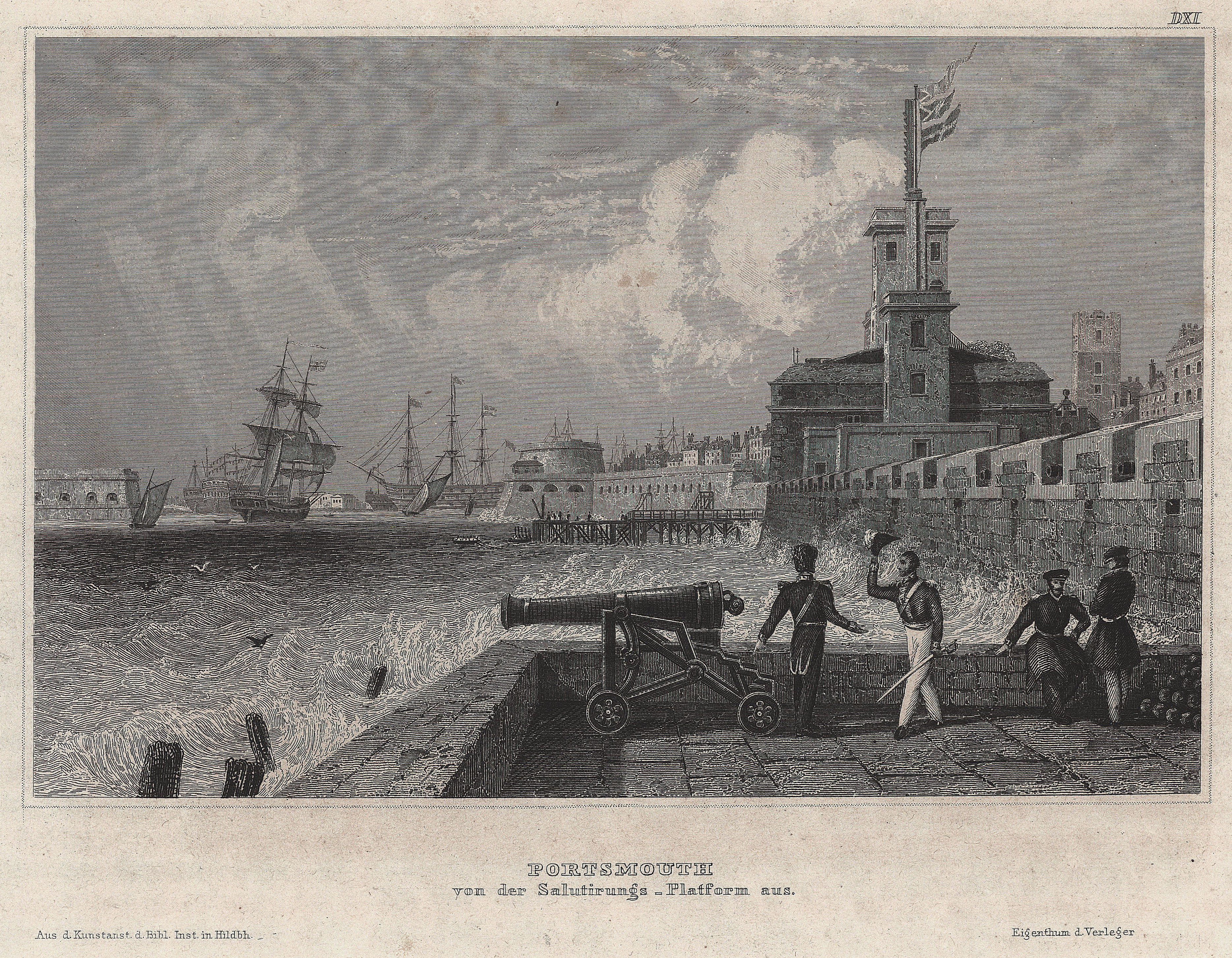
Blick auf Stadt und Hafen von der Salutierungs-Plattform aus (1844)

### Mittelalter
1194 wurde auf Anordnung König Richard I. das erste Dock in Portsmouth gebaut und 20 Jahre später zum Schutz mit einer Mauer umgeben. 1212 erklärte König Johann Portsmouth zur ersten königlichen Marinewerft.

“The King to the Sheriff of Southampton. We order you, without delay, by the view of lawful men, to cause our Docks at Portsmouth to be enclosed with a Good and Strong Wall in such a manner as our beloved and faithful William, Archdeacon of Taunton will tell you, for the preservation of our Ships and Galleys: and Likewise to cause penthouses to be made to the same walls, as the same Archdeacon will also tell you, in which all our ships tackle may be safely kept, and use as much dispatch as you can in order that the same may be completed this summer, lest in the ensuing winter our ships and Galleys, and their Rigging, should incur any damage by your default; and when we know the cost it shall be accounted to you.”

„Der König an den Sheriff von Southampton. Wir befehlen Euch, ohne Verzögerung, mit Hilfe rechtmäßiger Männer, dafür zu sorgen, dass unsere Docks in Portsmouth mit einer guten und starken Mauer umgeben werden, so wie unser geliebter und treuer William, Erzdiakon von Taunton, es Euch mitteilen wird, um unsere Schiffe und Galeeren zu schützen: und ebenfalls zu veranlassen, dass zu denselben Mauern, wie derselbe Erzdiakon Euch auch mitteilen wird, Anbauten errichtet werden, in denen alle unsere Schiffsgeräte sicher aufbewahrt werden können, und so viel Eile wie möglich walten zu lassen, damit dasselbe noch in diesem Sommer vollendet werden kann, damit nicht im darauffolgenden Winter unsere Schiffe und Galeeren und ihre Takelage durch Euer Versäumnis Schaden erleiden; und wenn wir die Kosten kennen, werden wir sie Euch in Rechnung stellen.“

1295 wurde das erste Kanalgeschwader in Portsmouth gebildet. Zwischen 1336 und 1380 kam es wiederholt zu Angriffen durch Frankreich bei der Teile der Stadt und der Werft zerstört wurden und 1495 wurde von Heinrich VII. in Portsmouth der erste nachweisliche Trockendock errichtet. Das erste Kriegsschiff, das hier gebaut wurde, war die Sweepstake von 1497; von größerer Bedeutung waren die Karacken Mary Rose von 1509 und Peter Pomegranate von 1510 – beide wurden 1536 hier wieder aufgebaut. Die Ernennung eines Thomas Jermyn zum Dockwärter von Portsmouth ist für das Jahr 1526 belegt, und ab 1542 wurde ein Lagerverwalter ernannt. Zeitgenössische Aufzeichnungen legen nahe, dass das Trockendock 1523 vergrößert und umgebaut wurde, um die Henry Grâce à Dieu aufzunehmen. Nach der Gründung der Marinewerft in Chatham Mitte des 15. Jahrhunderts wurden hier bis 1648 keine neuen Schiffe mehr gebaut, aber Schiffe aus Portsmouth waren ein wichtiger Teil der Flotte, die 1588 die spanische Armada vertrieb.

### 17. Jahrhundert
Unter der Herrschaft von Oliver Cromwell wurde der Schiffbau in Portsmouth wieder aufgenommen. Das erste Schiff war die gleichnamige Fregatte Portsmouth, die 1650 vom Stapel lief. 1649 wurde zum ersten Mal ein resident Commissioner ernannt. 1656 wurde von der Commonwealth-Regierung ein neues Doppeltrockendock auf der damaligen Landspitze an der Nordwestecke der Werft errichtet. 1664 wurde die erste Einheit der Royal Marines gegründet und in Portsmouth stationiert. Bis 1677 wurde die Werft um weitere 7,5 ha erweitert, geriet jedoch aus Geldmangel bis Mitte der 1680er Jahre zunehmend in Verfall.
Durch die zunehmende militärische Bedrohung Frankreichs nahm die strategische Bedeutung von Portsmouth jedoch wieder zu, so dass das Parlament 1689 den Bau eines neuen Trockendocks anordnete, das groß genug sein sollte, um die neuesten Linienschiffe 1. und 2. Ranges aufzunehmen. Mit den Arbeiten, die 1691 begannen, wurde Edmund Dummer, Schiffbau- und Vermessungsingenieur des Marineministeriums, betraut. Sein neues Trockendock wurde nach einem vollkommen neuen Entwurf konstruiert, bei dem Ziegel und Stein anstelle von Holz verwendet wurden und der eine größere Anzahl von abgestuften Seiten erhielt, die es ermöglichten, die Verwendung kürzerer Hölzer für die Verstrebungen zu nutzen, was es den Schiffsbauern erleichterte, die Unterseite der Schiffe zu erreichen. 1699 ließ Dummer den Kanal zum oberen Dock an beiden Enden mit Toren versehen, die verschlossen werden konnten, wodurch ein zweites Trockendock entstand. So vom Rest abgetrennt wurde das obere Dock zu einer Art Reservoir, in das das Wasser aus verschiedenen nahe gelegenen Trockendocks abgeleitet werden konnte.

### 18. Jahrhundert
Zu Beginn des 18. Jahrhunderts wurde die Schutzmauer um den Stützpunkt komplett erneuert und zu einer Befestigungsanlage ausgebaut. 1733 wurde die Marineakademie Portsmouth eröffnet, an der bis heute Offiziere der Royal Navy ausgebildet werden.

#### Neustrukturierung

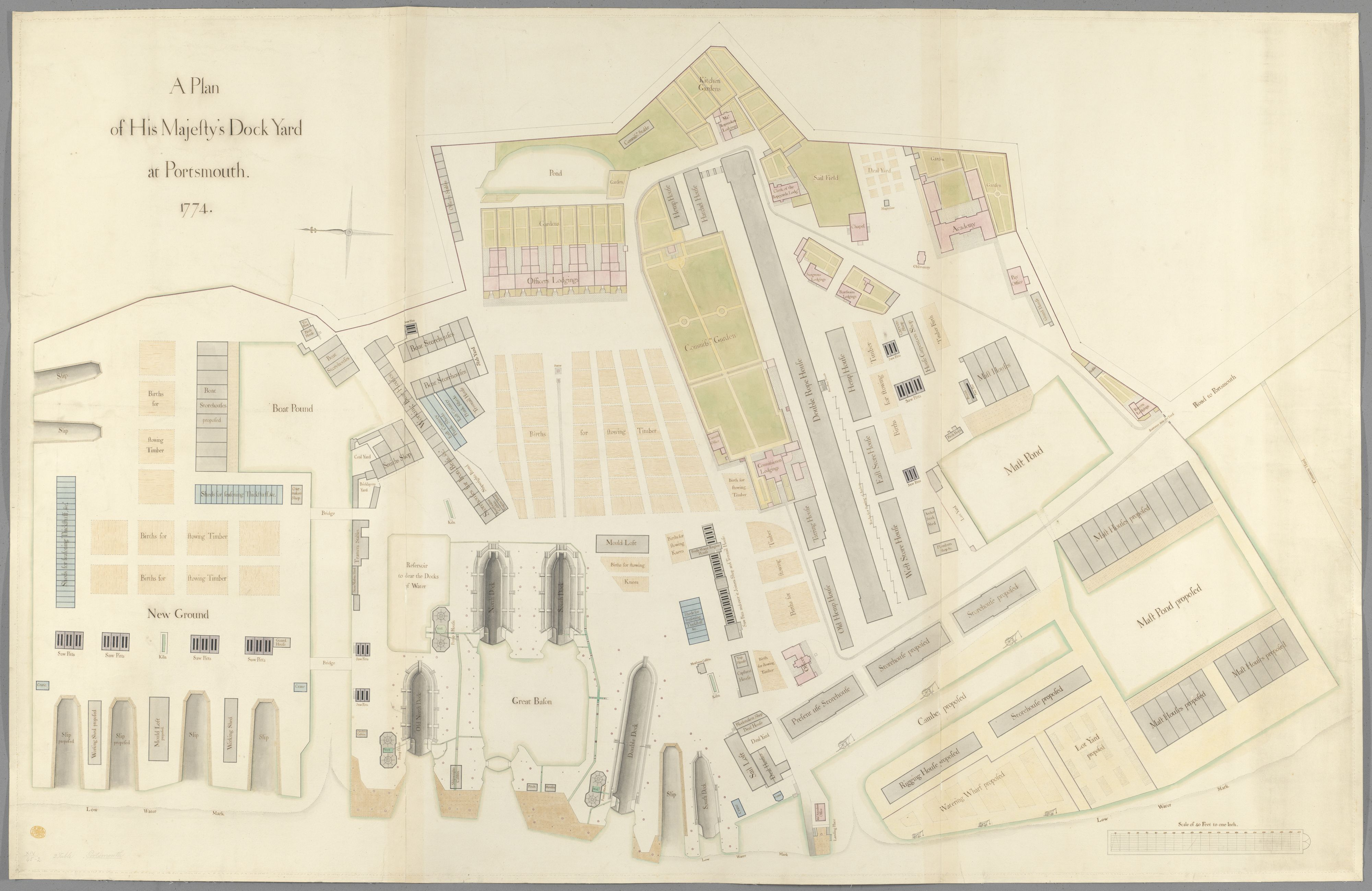
Plan von 1774, der das „Neue Gelände“ im Norden (links) und die geplante Erweiterung im Südwesten (unten rechts) zeigt.

1764 schlug der Earl of Egmont einen Plan für die Neustrukturierung der Werft vor. Der Plan sah vor, das Trockendock Nr. 5 zu verlängern und einen Platz für den Bau des Trockendocks Nr. 4 vorzusehen, das die gleichen Ausmaße wie das Dock Nr. 5 haben sollte. Es kam jedoch zu Verzögerungen, so dass man erst 1772 mit dem Bau beginnen konnte. Nördlich des Reservoirs wurde ein Kanal gegraben, der zu einem neuen Bootsbecken führte, hinter dem an der so genannten Nordecke der Werft mehrere Schiffsanleger errichtet wurden. Bei der Gestaltung neuer Lagerhäuser wurde viel Wert auf Sicherheit gelegt. In den älteren Gebäuden wurden häufig zu viele verschiedene brennbare Materialien gelagert. Auch sorgte unzureichende Belüftung und beengte Lagerung dafür, dass sich Schimmel bildete.
1796 wurde Samuel Bentham von der Admiralität mit der Modernisierung der königlichen Werften beauftragt. Bentham schlug vor, das Hafenbecken zu erweitern und ein weiteres Paar von Einzeldocks aus Stein zu bauen. Diese wurden 1803 fertiggestellt und sind heute noch in Betrieb. Beim Bau eines neuen Eingangs zum Hafenbecken wurde ein umgekehrter Mauerbogen errichtet, um die Wände auf beiden Seiten miteinander zu verbinden. Um der zunehmenden Zahl von Docks Herr zu werden, schlug Bentham 1797 vor, eine der Pferdepumpen oberhalb des Reservoirs durch eine Dampfmaschine zu ersetzen. Diese sollte nicht nur zur Entwässerung des Reservoirs, sondern auch zum Antrieb eines Sägewerks eingesetzt werden. Außerdem plante er, sie mit einem Trinkwasserbrunnen zu verbinden, um Wasser zu verschiedenen Teilen der Werft zu pumpen.

### 19. Jahrhundert

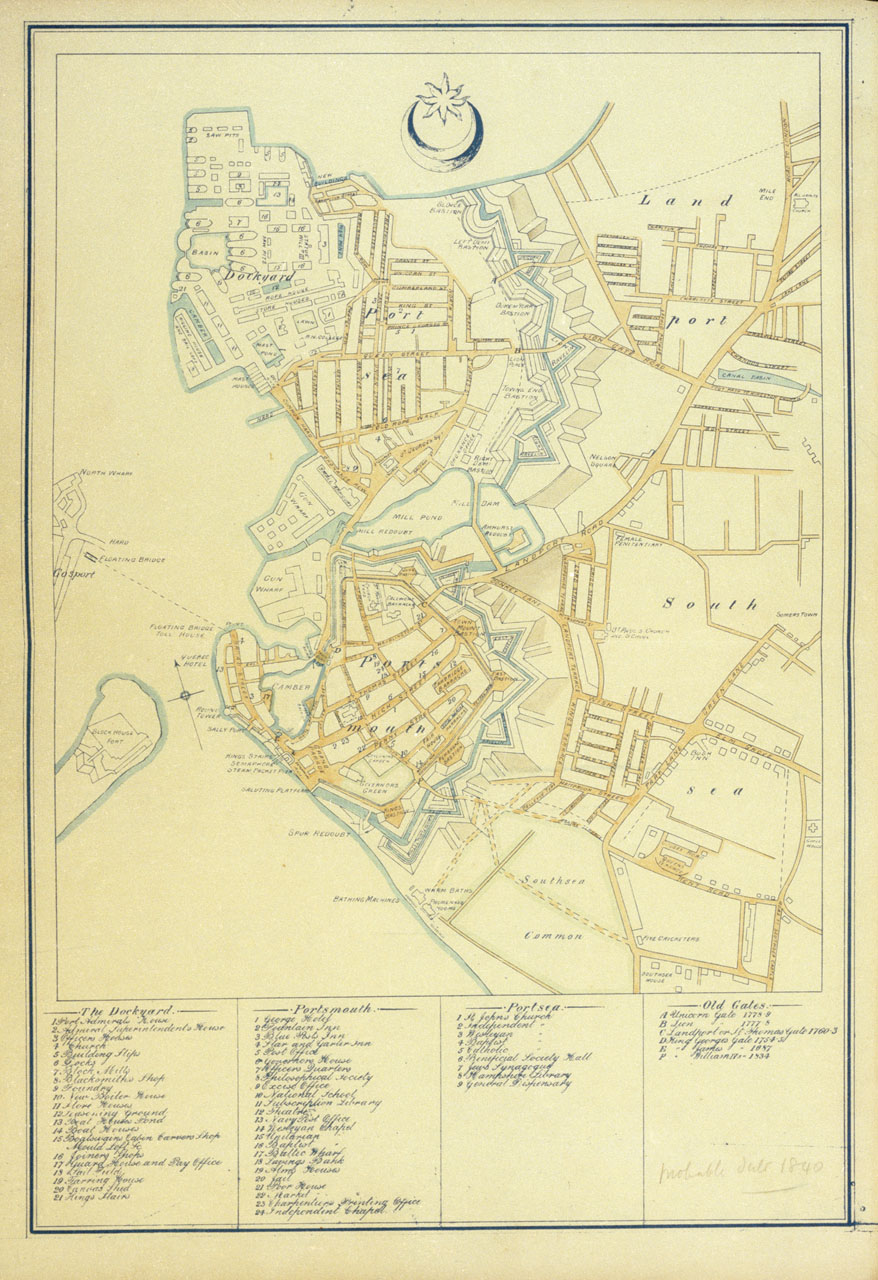
Portsmouth Dockyard um 1840

Um 1800 wurde eine zweite Dampfmaschine neben der ersten installiert. Mit dieser sollten in neu errichteten Werkstätten verschiedene Maschinen betrieben werden. 1802 ließ Bentham einen Komplex von Metallverarbeitungsanlagen errichten. Neben einer Schmiede gab es einen Kupferschmelzofen und eine Raffinerie sowie eine Dampfmaschine, die ein Walzwerk und Kipphämmer antrieb. 1843 schuf man ein 2,8 ha großes Becken und eine weitere Einrichtung für den Bau als auch die Reparatur von Kesseln und Dampfmaschinen. Bald darauf wurden auch neue Messing- und Eisengießereien gebaut und 1852 wurde die Große Dampfschmiede eröffnet, die ein von James Nasmyth entworfenes Paar Maschinenhämmer enthielt. In den nächsten 20 Jahren wurden vier weitere Trockendocks errichtet und mit dem Bau eines Komplexes von drei miteinander verbundenen Becken begonnen. Auch der 1824 gebaute Semaphore Tower, das Gebäude der Kommandantur des Stützpunktes, wird noch heute genutzt. In der Mitte des 19. Jahrhunderts bedeckte die Basis mit den dazugehörigen Werften eine Fläche von vier Quadratkilometern und war damit das größte Industriegelände der Welt. Zur selben Zeit wurden zwei runde Forts in der Hafeneinfahrt von Portsmouth errichtet, die den Marinestützpunkt vor dem Eindringen feindlicher Schiffe schützen sollten. 1843 wurde mit dem Bau eines Eisenbahnnetzes innerhalb der Werft begonnen. Diese wurde 1846 über die so genannte Admiralty Line mit dem Bahnhof von Portsmouth Town verbunden und 1876 wurde auf der Watering Island westlich des Semaphore Tower ein Bahnhof errichtet.

### 20. Jahrhundert
Am 10. Februar 1906 lief in Portsmouth die Dreadnought, das erste moderne Schlachtschiff der Welt, nach nur 366 Tagen Bauzeit vom Stapel. Sieben Jahre später folgte die erste Super-Dreadnought Queen Elizabeth, das erste Schlachtschiff dessen Dampfkessel mit Öl befeuert wurden. Portsmouth spielte in beiden Weltkriegen eine entscheidende Rolle. Die Basis war neben Scapa Flow der zentrale Stützpunkt der Royal Navy bei der Bekämpfung der Deutschen Marine. Sie war zudem der wichtigste Ausgangspunkt der Landung in der Normandie. Nach dem Ende des Zweiten Weltkrieges blieb Portsmouth der wichtigste Stützpunkt der Royal Navy, auch wenn die Zahl der dort stationierten Schiffe im Rahmen der Verkleinerung der Flotte seit den 1950er Jahren deutlich reduziert wurde. Diese Verkleinerung führte auch zu einem geringeren Bedarf an Neubauten und leitete eine Werftenkrise in Großbritannien ein. Am 24. Mai 1967 lief mit der Fregatte Andromeda das letzte in Portsmouth gebaute Kriegsschiff vom Stapel.

## Heute

Die Invincible in Portsmouth

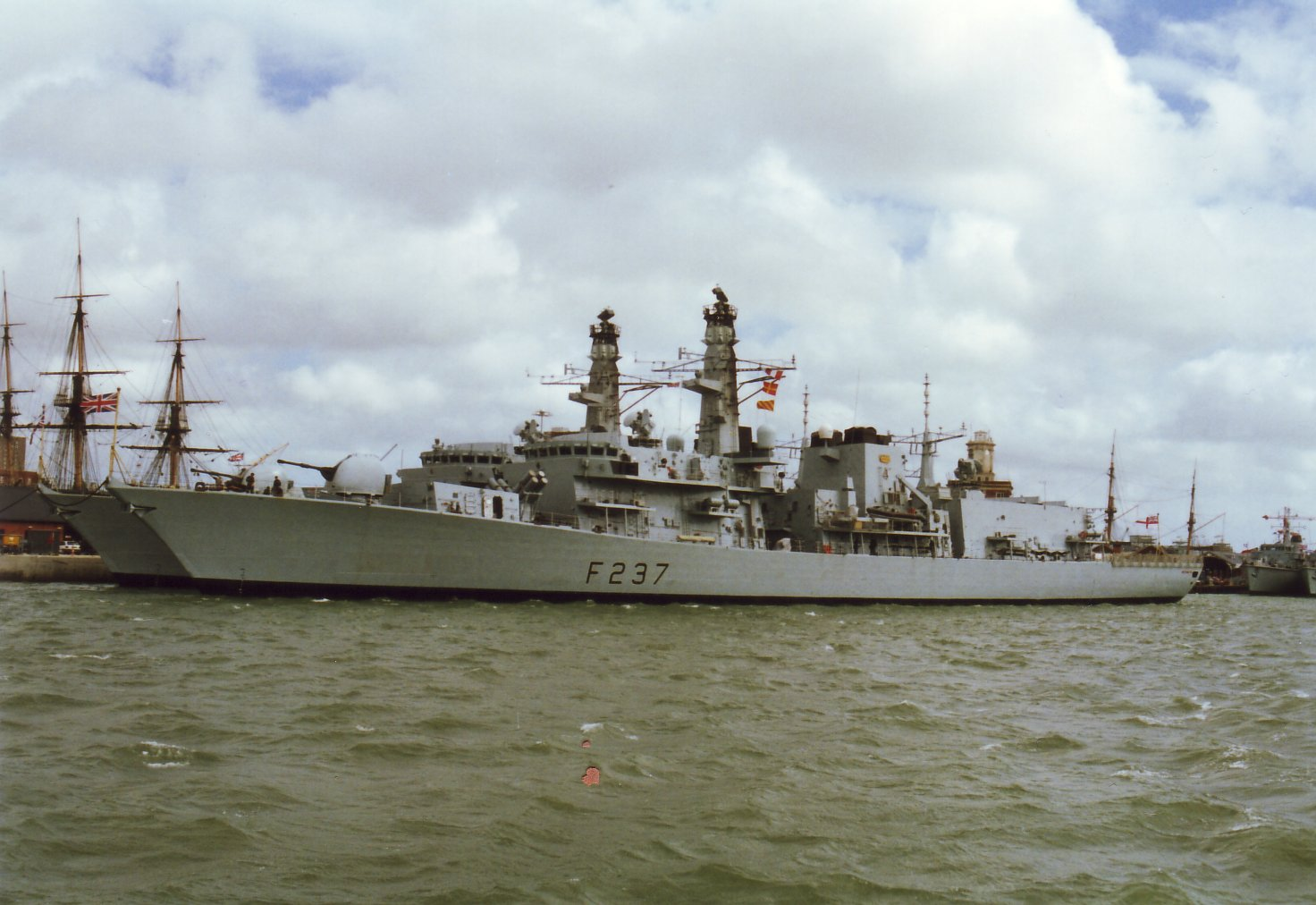
Fregatten der Duke-Klasse in Portsmouth

Portsmouth ist heute die älteste und bedeutendste Basis der britischen Marine. Insgesamt sind 27 Schiffe dort stationiert. 17.200 militärische und zivile Angestellte arbeiten heute auf dem Stützpunkt. Zudem befinden sich in Portsmouth das Hauptquartier der Royal Navy, mehrere Trainingszentren und das größte Lager für Ausrüstung und Versorgungsgüter der britischen Streitkräfte. Der Stützpunkt beherbergt auch eine Reihe kommerzieller Landaktivitäten (einschließlich einer von BAE Systems Maritime betriebenen Schiffsreparaturanlage), Marinelogistik, Unterkünfte und Verpflegung sowie Personalunterstützungsfunktionen (z. B. medizinische und zahnmedizinische Versorgung, Ausbildung, Seelsorge und Wohlfahrt), die von Defence Equipment and Support bereitgestellt werden.

## Zukunft
Im Verlauf des Jahres 2006 sickerten Informationen des Verteidigungsministeriums an die Presse durch, wonach die Royal Navy bis 2015 deutlich stärker verkleinert werden soll, als bislang offiziell vorgesehen. Im Dezember 2006 bestätigte das Verteidigungsministerium gegenüber der Times, dass es aus diesem Grund Überlegungen gibt, den Flottenstützpunkt Portsmouth im Verlauf des nächsten Jahrzehnts zu schließen und die Flotte auf Faslane und Devonport zu konzentrieren.
Im Zuge dieser Überlegungen wurden der Ausbau der Dockanlagen und die Vertiefung der Fahrrinne, die für die neuen Flugzeugträger der Queen-Elizabeth-Klasse notwendig wären, vorübergehend ausgesetzt. Im Juli 2007 teilte das Verteidigungsministerium jedoch mit, dass der Stützpunkt weiterbetrieben wird und die entsprechenden Umbaumaßnahmen nun fortgesetzt werden.
Eine weitere positive Entwicklung ist die Rückkehr des Schiffbaus nach Portsmouth. Seit 2004 baut Vosper Thornycroft in einer neu errichteten Werft hier die Bugsektionen der Zerstörer der Daring-Klasse. Das erste komplette Schiff, das nach fast 40 Jahren Pause in Portsmouth vom Stapel lief, war die Korvette HMS Clyde am 14. Juni 2006.

## Flotte (Portsmouth Flotilla)

### Linienschiff
- Victory

### Flugzeugträger

#### Queen-Elizabeth-Klasse
- Queen Elizabeth
- Prince of Wales

### Typ 45 Zerstörer

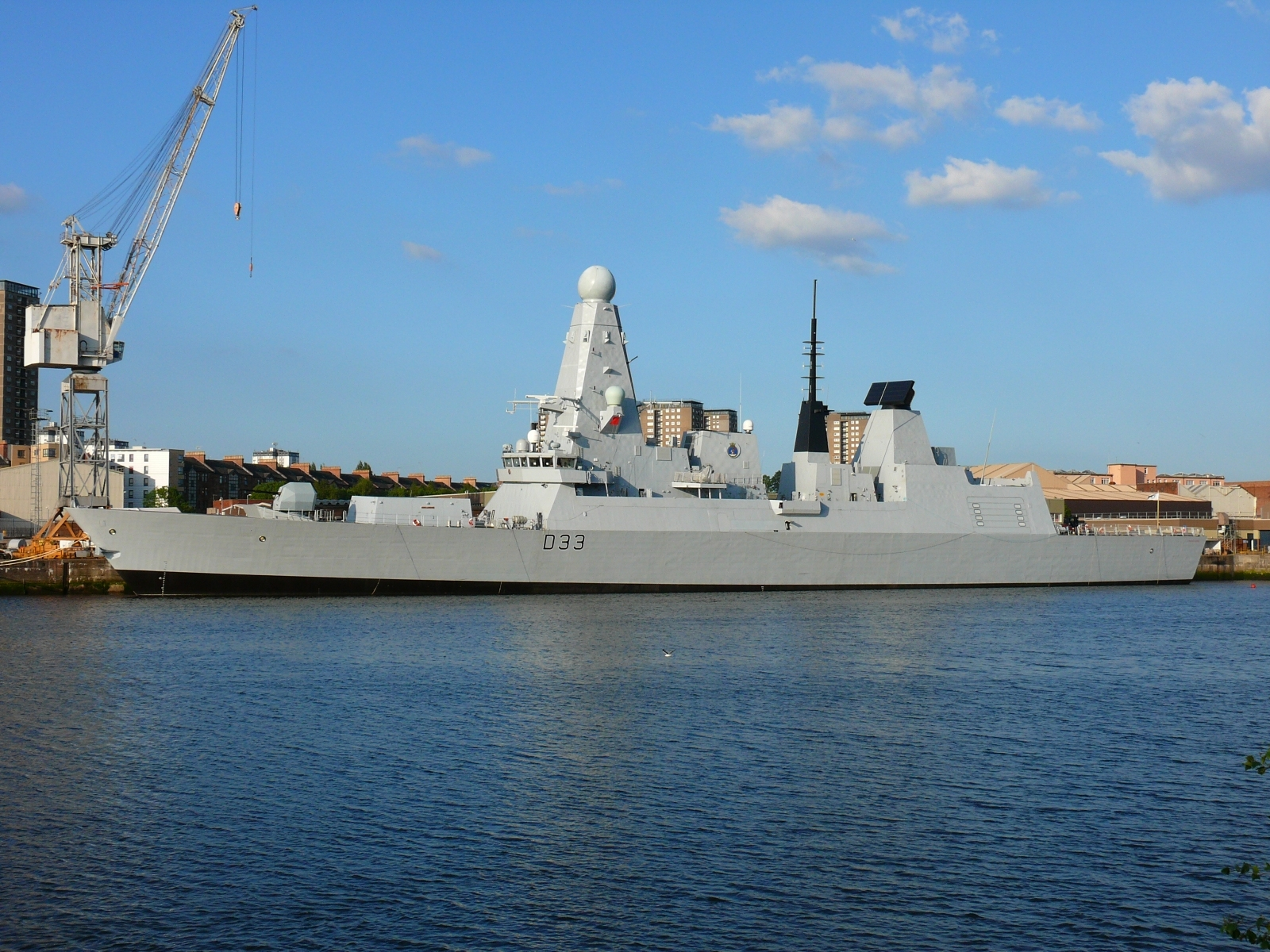
HMS Dauntless

Daring-Klasse
- HMS Daring
- HMS Dauntless
- HMS Diamond
- HMS Dragon
- HMS Defender
- HMS Duncan

### Typ 23 Fregatte

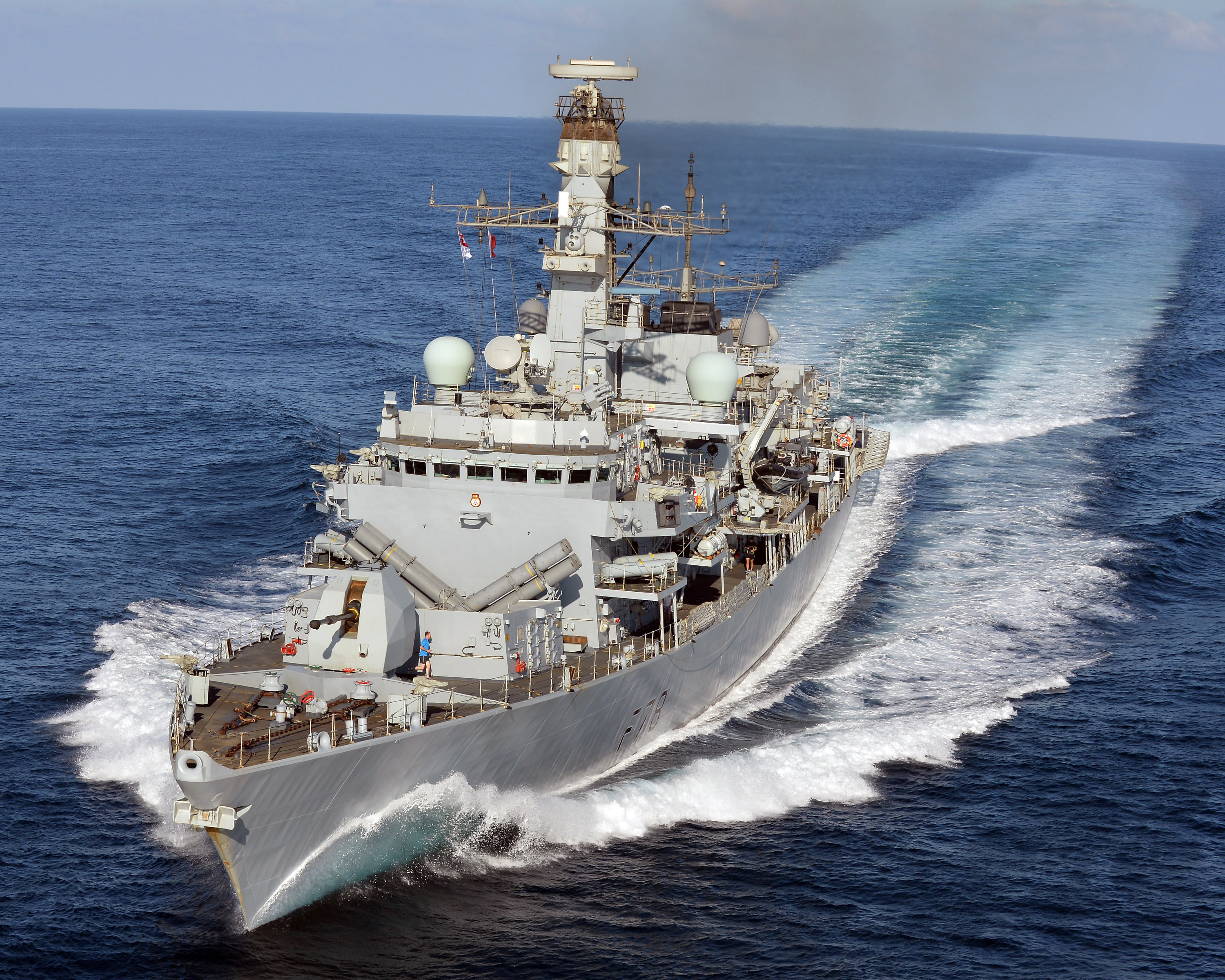
HMS Kent

Duke-Klasse
- HMS Kent
- HMS Lancaster
- HMS Iron Duke
- HMS Westminster

### Minensuchboote

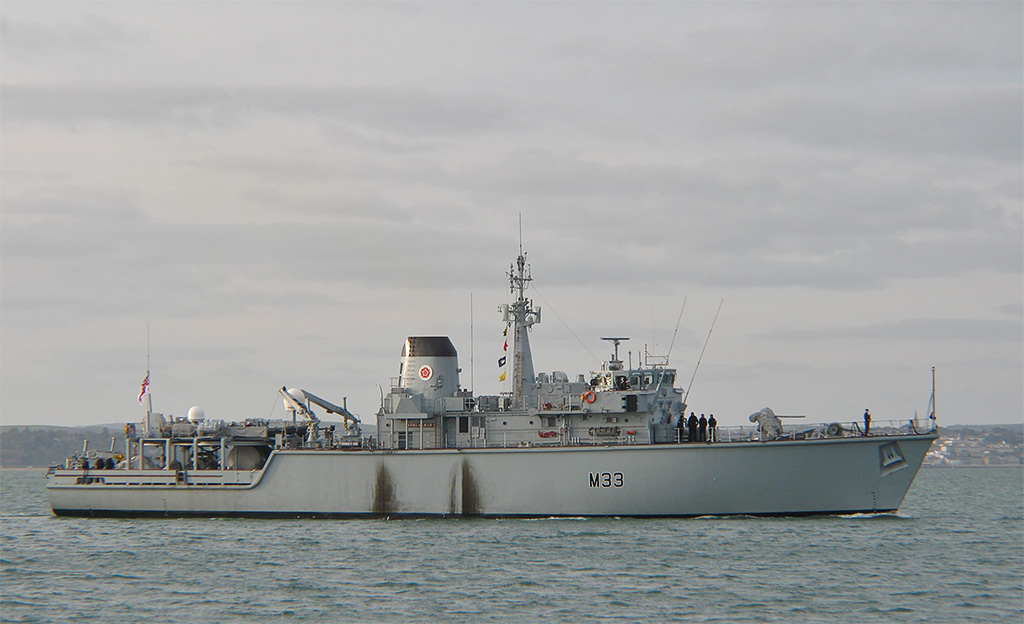
HMS Brocklesby

Hunt-Klasse
- HMS Ledbury
- HMS Cattistock
- HMS Brocklesby
- HMS Middleton
- HMS Chiddingfold
- HMS Hurworth

### Hochseepatrouillenboote

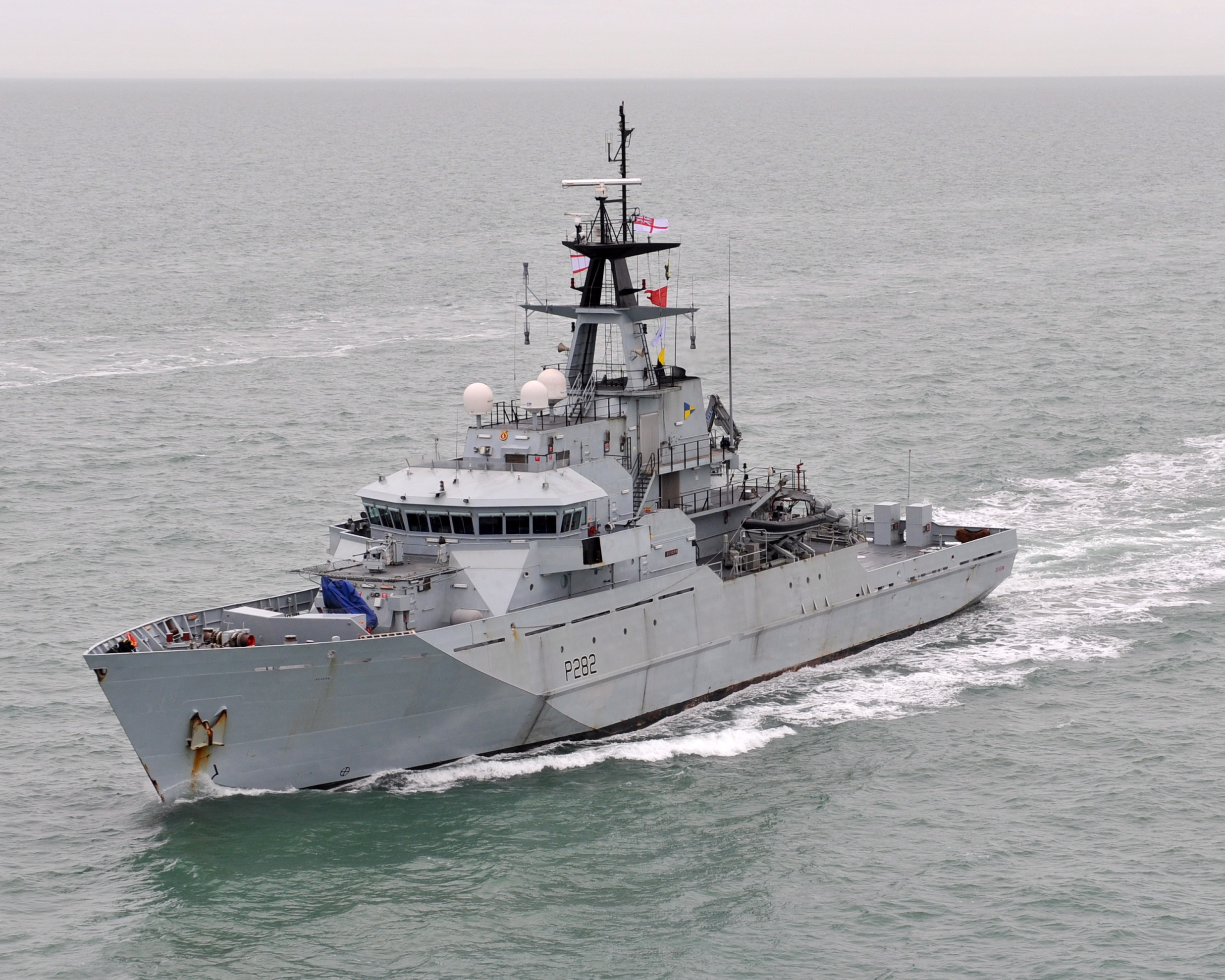
HMS Tyne

River-Klasse
- HMS Tyne
- HMS Severn
- HMS Mersey
- HMS Forth
- HMS Medway
- HMS Trent
- HMS Tamar
- HMS Spey

### Patrouillenboote
Archer-Klasse

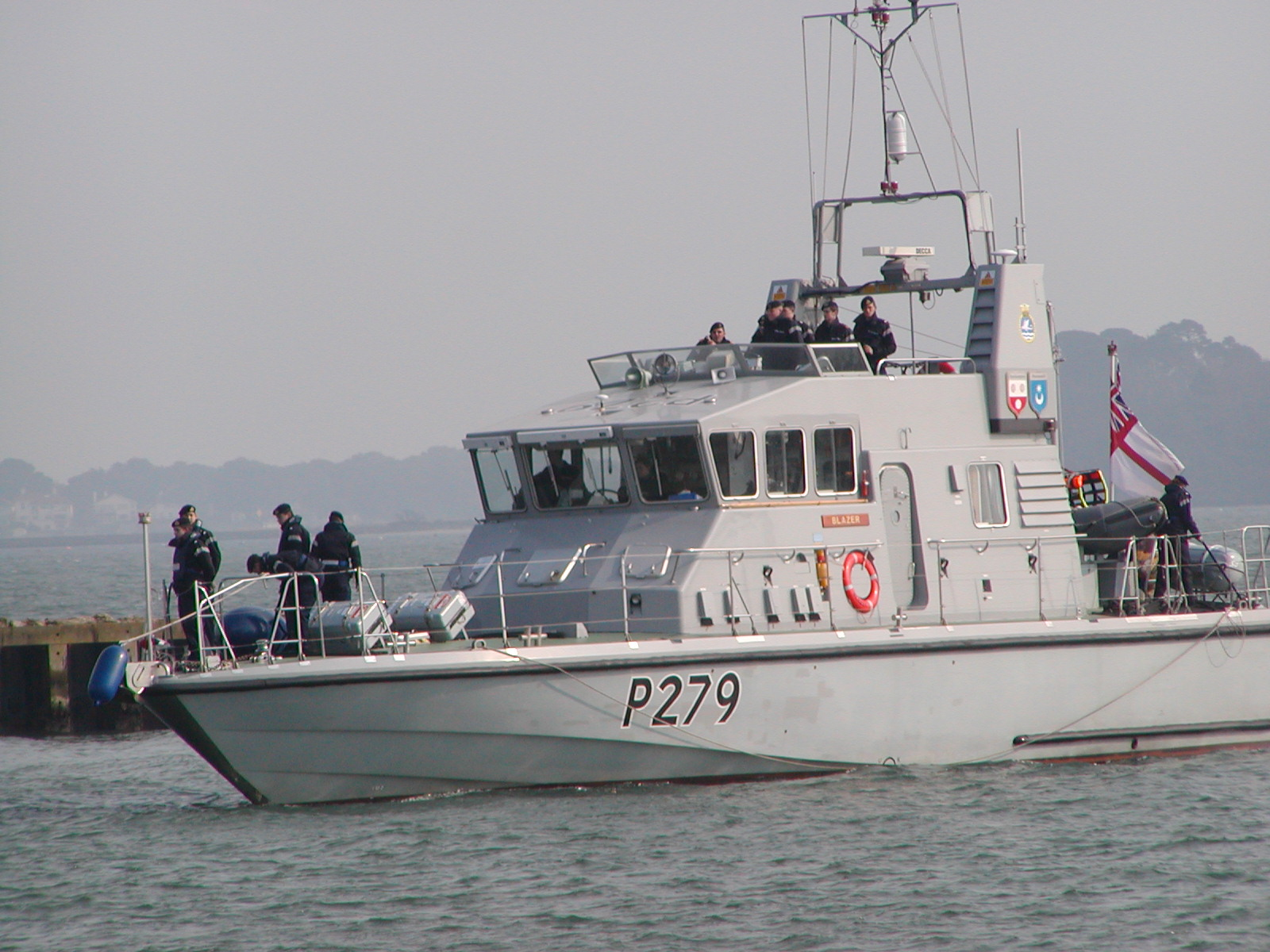
HMS Blazer

- HMS Blazer – Southampton Universities Royal Naval Unit
- HMS Exploit – Birmingham Universities Royal Naval Unit
- HMS Puncher – London Universities Royal Naval Unit
- HMS Ranger – Sussex Universities Royal Naval Unit
- HMS Smiter – Oxford Universities Royal Naval Unit

## Portsmouth Historic Dockyard
Portsmouth Historic Dockyard ist ein für die Öffentlichkeit zugänglicher Bereich des Marinestützpunkts Portsmouth, der mehrere historische Gebäude und Schiffe umfasst. Er wird vom National Museum of the Royal Navy als Dachorganisation verwaltet, die fünf gemeinnützige Organisationen vertritt: den Portsmouth Naval Base Property Trust, das National Museum of the Royal Navy, Portsmouth, den Mary Rose Trust, den Warrior Preservation Trust Ltd und die HMS Victory Preservation Company.
Zu den Sehenswürdigkeiten gehören u. a.:
- Mary Rose
- Victory
- Warrior
- M33
- Royal Navy Submarine Museum
- National Museum of the Royal Navy Portsmouth
- Dockyard Apprentice-Ausstellung
- Boathouse 4

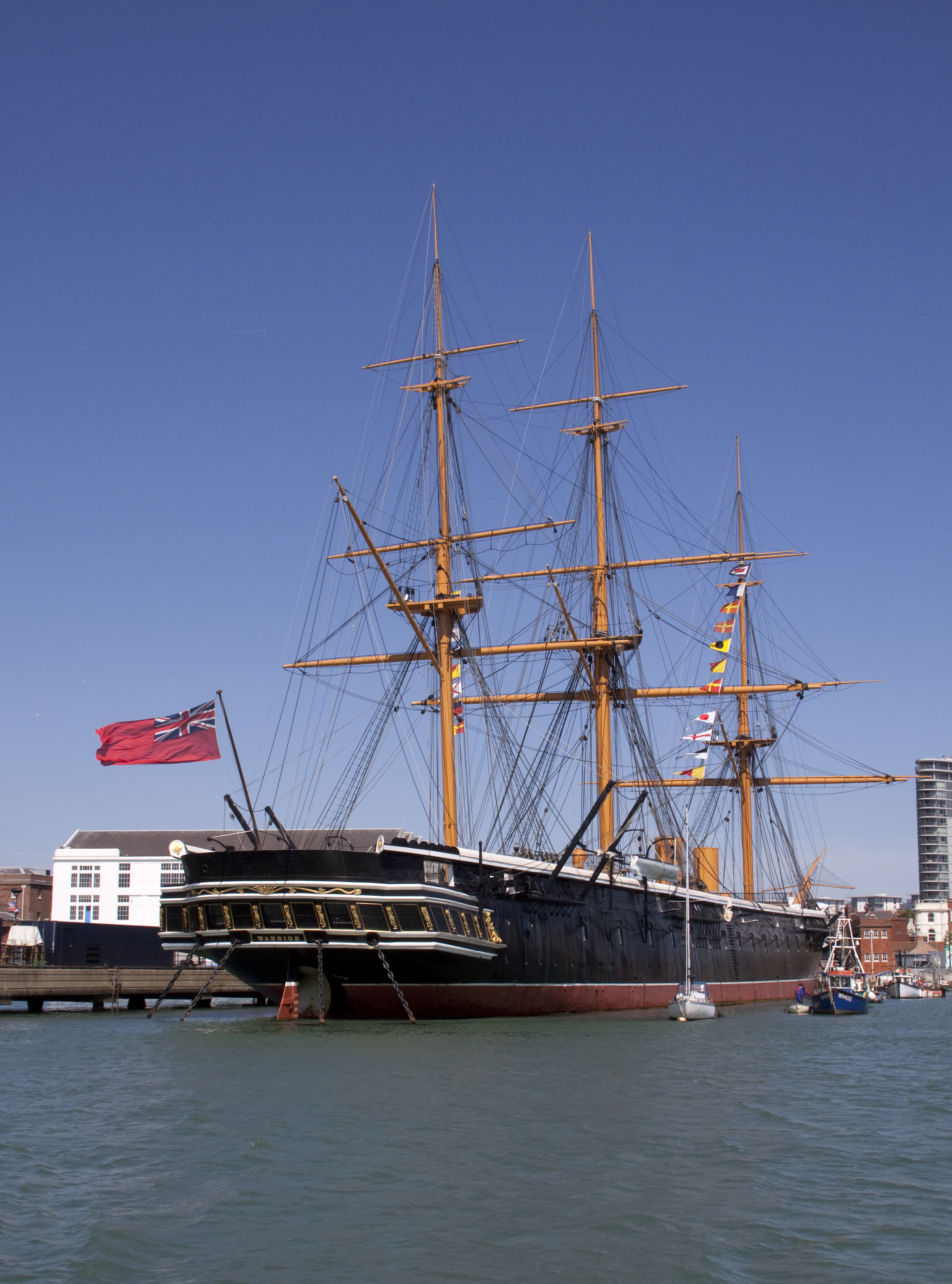
HMS Warrior
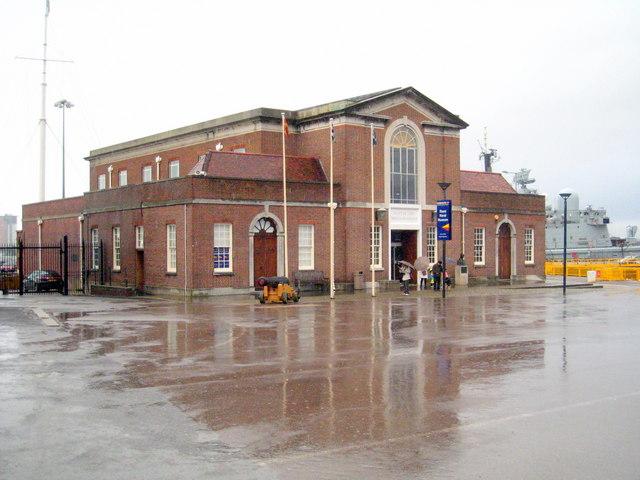
HMS Victory Museum
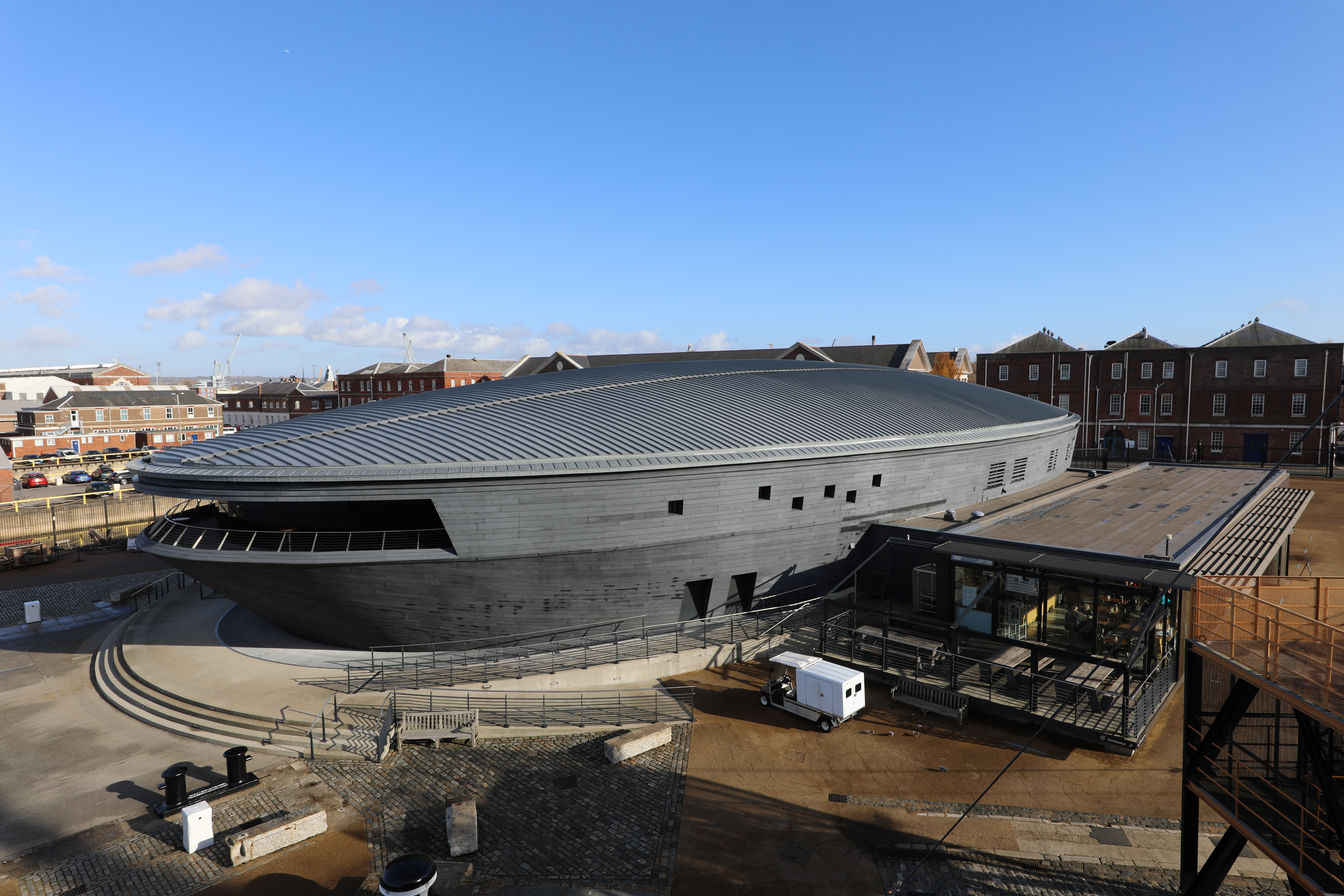
Mary rose museum
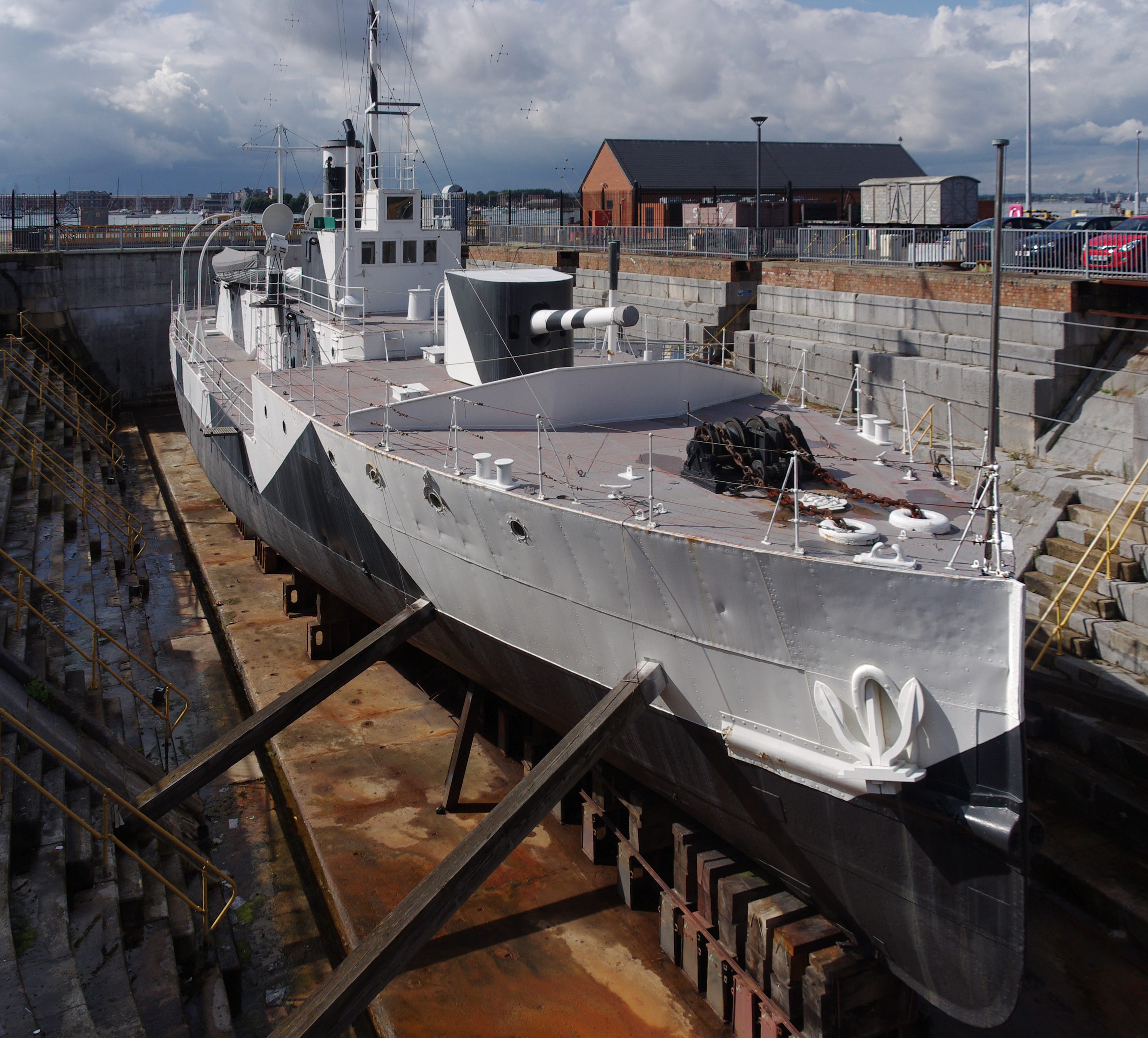
HMS M33
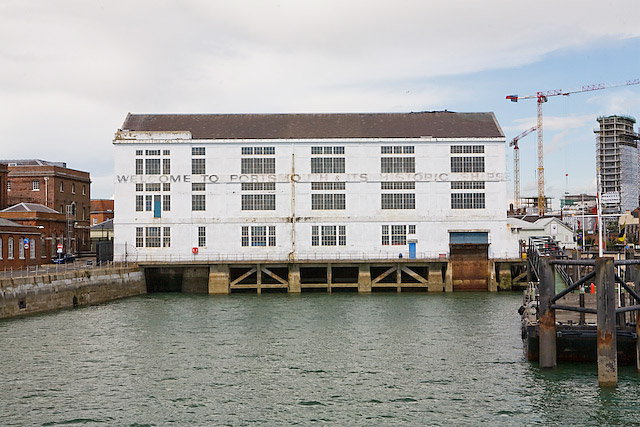
Boathouse no. 4
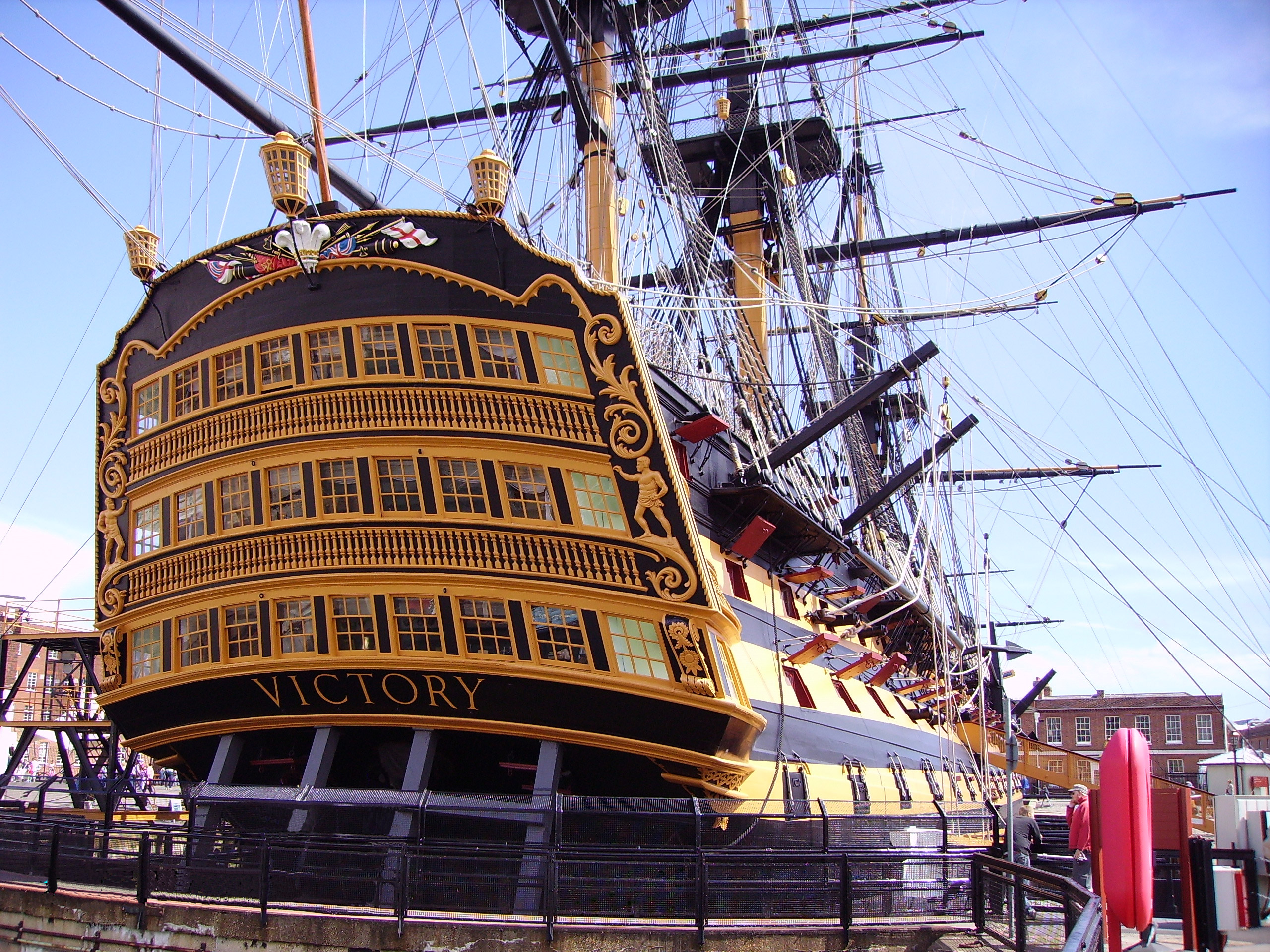
HMS Victory